# Palais Dembinski (Varsovie)
Pour les articles homonymes, voir Dembiński.
Le palais Dembiński (en polonais Pałac Dembińskich) est un palais construit au XVIIIe siècle. Il est situé au n°12 rue Senatorska, dans l'arrondissement de Śródmieście (Centre-ville) à Varsovie.